# Persone di nome Richard/Attori
| Questa pagina contiene informazioni ricavate automaticamente dalle voci biografiche con l'ausilio del template Bio e di un bot. L'aggiornamento è periodico e automatico e ricostruisce completamente la pagina. Se manca una persona in questa lista, sei pregato di non aggiungerla, ma accertati piuttosto che la sua voce biografica contenga il template Bio e che i dati anagrafici siano correttamente compilati. Se il template Bio manca, inseriscilo tu stesso o, in alternativa, metti l'avviso {{tmp\|Bio}} che ne segnala la mancanza. Se i dati riportati sono sbagliati, correggi direttamente la voce biografica; le modifiche saranno visibili in questa lista entro pochi giorni. Per chiarimenti vedi il progetto antroponimi. La lista contiene solo le 197 persone che sono citate nell'enciclopedia e per le quali è stato implementato correttamente il template Bio. Pagina aggiornata al 6 ago 2025. |

Questa è una lista di persone presenti nell'enciclopedia che hanno il nome Richard e sono attori.

## A(10)
- Ted Adams, attore statunitense (New York, n. 1890 - Los Angeles, † 1973)
- Rick Aiello, attore statunitense (n. 1955 - Warwick, † 2021)
- Richard Alexander, attore statunitense (Dallas, n. 1902 - Woodland Hills, † 1989)
- Richard Anconina, attore francese (Parigi, n. 1953)
- Richard Dean Anderson, attore statunitense (Minneapolis, n. 1950)
- Richard Anderson, attore statunitense (Long Branch, n. 1926 - Beverly Hills, † 2017)
- Richard Arlen, attore statunitense (Saint Paul, n. 1899 - Los Angeles, † 1976)
- Richard Armitage, attore britannico (Leicester, n. 1971)
- Richard Attenborough, attore, regista e produttore cinematografico britannico (Cambridge, n. 1923 - Londra, † 2014)
- Richard Ayoade, attore, regista e comico britannico (Londra, n. 1977)

## B(21)
- Richard Bakalyan, attore statunitense (Watertown, n. 1931 - Elmira, † 2015)
- Richard Barthelmess, attore statunitense (New York, n. 1895 - Southampton, † 1963)
- Richard Belzer, attore e comico statunitense (Bridgeport, n. 1944 - Bozouls, † 2023)
- Richard Benedict, attore e regista statunitense (Palermo, n. 1920 - Studio City, † 1984)
- Richard Benjamin, attore e regista statunitense (New York, n. 1938)
- Richard Bennett, attore statunitense (Deer Creek, n. 1870 - Los Angeles, † 1944)
- Richard Berry, attore, regista e sceneggiatore francese (Parigi, n. 1950)
- Richard Beymer, attore statunitense (Avoca, n. 1938)
- Richard Biggs, attore statunitense (Columbus, n. 1960 - Los Angeles, † 2004)
- Richard Bird, attore e regista inglese (Liverpool, n. 1895 - Northwood, † 1979)
- Richard Bohringer, attore, drammaturgo e sceneggiatore francese (Moulins, n. 1942)
- Mark Bonnar, attore scozzese (Edimburgo, n. 1968)
- Richard Boone, attore statunitense (Los Angeles, n. 1917 - Saint Augustine, † 1981)
- Richard Bradford, attore statunitense (Tyler, n. 1937 - Los Angeles, † 2016)
- Richard Brake, attore britannico (Ystrad Mynach, n. 1964)
- Richard Bremmer, attore britannico (Warwickshire, n. 1953)
- Richard Briers, attore britannico (Londra, n. 1934 - Londra, † 2013)
- Richard Bright, attore statunitense (New York, n. 1937 - New York, † 2006)
- Richard Brooks, attore statunitense (Cleveland, n. 1962)
- Richard Bull, attore statunitense (Zion, n. 1924 - Calabasas, † 2014)
- Richard Burgi, attore statunitense (Montclair, n. 1958)

## C(20)
- Richard Cabral, attore statunitense (Los Angeles, n. 1983)
- Richard Alan Campbell, attore statunitense
- Richard Cant, attore britannico (Dartford, n. 1964)
- Richard Carle, attore statunitense (Somerville, n. 1871 - North Hollywood, † 1941)
- Richard Carlson, attore e regista statunitense (Albert Lea, n. 1912 - Encino, † 1977)
- Richard Carter, attore e comico australiano (Sydney, n. 1953 - † 2019)
- Richard S. Castellano, attore statunitense (New York, n. 1933 - North Bergen, † 1988)
- Richard Cawthorne, attore australiano (Hong Kong, n. 1976)
- Richard Chaves, attore statunitense (Florida, n. 1951)
- Jude Ciccolella, attore statunitense (Burlington, n. 1947)
- Dean Collins, attore statunitense (Los Angeles, n. 1990)
- Rick Cosnett, attore australiano (Chegutu, n. 1983)
- Richard Cox, attore statunitense (New York, n. 1948)
- Richard Coyle, attore britannico (Sheffield, n. 1972)
- Richard Cramer, attore statunitense (Bryan, n. 1889 - Los Angeles, † 1960)
- Richard Crane, attore statunitense (Newcastle, n. 1918 - San Fernando Valley, † 1969)
- Richard Crenna, attore, regista e produttore televisivo statunitense (Los Angeles, n. 1926 - Los Angeles, † 2003)
- Richard Cromwell, attore statunitense (Long Beach, n. 1910 - Hollywood, † 1960)
- Richard Cummings, attore statunitense (New Haven, n. 1858 - Los Angeles, † 1938)
- Dick Cusack, attore e regista statunitense (New York, n. 1925 - Evanston, † 2003)

## D(14)
- Mickey Daniels, attore statunitense (Rock Springs, n. 1914 - San Diego, † 1970)
- Richard Davalos, attore statunitense (New York, n. 1930 - Burbank, † 2016)
- Richard Dawson, attore e conduttore televisivo britannico (Gosport, n. 1932 - Los Angeles, † 2012)
- Richard Deacon, attore statunitense (Filadelfia, n. 1921 - Los Angeles, † 1984)
- Richard Dempsey, attore britannico (Welwyn Garden City, n. 1973)
- Richard Denning, attore statunitense (Poughkeepsie, n. 1914 - Escondido, † 1998)
- Richard Devon, attore statunitense (Glendale, n. 1926 - Mill Valley, † 2010)
- Bo Dietl, attore statunitense (New York, n. 1950)
- Richard Dillane, attore britannico (Kent, n. 1964)
- Richard Dix, attore statunitense (Saint Paul, n. 1893 - Los Angeles, † 1949)
- Richard Dormer, attore britannico (Portadown, n. 1969)
- Richard Dreyfuss, attore statunitense (New York, n. 1947)
- Rick Ducommun, attore canadese (Prince Albert, n. 1952 - Vancouver, † 2015)
- Richard Dysart, attore statunitense (Boston, n. 1929 - Santa Monica, † 2015)

## E(6)
- Richard Easton, attore canadese (Montréal, n. 1933 - New York, † 2019)
- Richard Eden, attore canadese (Toronto, n. 1956)
- Richard Edson, attore e musicista statunitense (New Rochelle, n. 1954)
- Richard Egan, attore statunitense (San Francisco, n. 1921 - Los Angeles, † 1987)
- Dick Elliott, attore statunitense (Boston, n. 1886 - Los Angeles, † 1961)
- Richard Epcar, attore e doppiatore statunitense (Denver, n. 1955)

## F(4)
- Richard Farnsworth, attore e stuntman statunitense (Los Angeles, n. 1920 - Lincoln, † 2000)
- Richard Fleeshman, attore e cantautore britannico (Manchester, n. 1989)
- Richard Flood, attore irlandese (Dublino, n. 1982)
- Richard Foronjy, attore statunitense (Brooklyn, n. 1937 - New York, † 2024)

## G(13)
- Richard Gaines, attore statunitense (Oklahoma City, n. 1904 - North Hollywood, † 1975)
- Richard Gallagher, attore statunitense (Terre Haute, n. 1891 - Santa Monica, † 1955)
- Richard Gant, attore statunitense (San Francisco, n. 1944)
- Richard Garland, attore statunitense (Mineral Wells, n. 1927 - Los Angeles, † 1969)
- Richard Garrick, attore e regista irlandese (Portlaw, n. 1878 - Los Angeles, † 1962)
- Richard Gere, attore e attivista statunitense (Filadelfia, n. 1949)
- Richard Gilliland, attore statunitense (Fort Worth, n. 1950 - Los Angeles, † 2021)
- Ricky Paull Goldin, attore statunitense (San Francisco, n. 1965)
- Richard Graham, attore britannico (Farnborough, n. 1960)
- Richard E. Grant, attore britannico (Mbabane, n. 1957)
- Richard Greene, attore inglese (Plymouth, n. 1918 - Holt, † 1985)
- Richard Grieco, attore e modello statunitense (Watertown, n. 1965)
- Richard Griffiths, attore britannico (Thornaby-on-Tees, n. 1947 - Coventry, † 2013)

## H(13)
- Richard Hale, attore e cantante lirico statunitense (Rogersville, n. 1892 - Northridge, † 1981)
- Richard Hamilton, attore statunitense (Chicago, n. 1920 - Jeffersonville, † 2004)
- Richard Harmon, attore canadese (Mississauga, n. 1991)
- Richard Harris, attore e cantautore irlandese (Limerick, n. 1930 - Londra, † 2002)
- Rossie Harris, attore e musicista statunitense (Ventura, n. 1969)
- Richard Harrison, attore statunitense (Salt Lake City, n. 1936)
- Richard Hatch, attore statunitense (Santa Monica, n. 1945 - Los Angeles, † 2017)
- Richard Haydn, attore e regista britannico (Londra, n. 1905 - Los Angeles, † 1985)
- Rick Hearst, attore statunitense (New York, n. 1965)
- Richard Herd, attore statunitense (Boston, n. 1932 - Los Angeles, † 2020)
- Richard Steven Horvitz, attore e doppiatore statunitense (Los Angeles, n. 1966)
- Richard Hurndall, attore britannico (Darlington, n. 1910 - Londra, † 1984)
- Richard Häussler, attore e regista tedesco (Monaco di Baviera, n. 1908 - Grünwald, † 1964)

## J(7)
- Richard Burton, attore britannico (Pontrhydyfen, n. 1925 - Ginevra, † 1984)
- Richard Jaeckel, attore statunitense (Long Beach, n. 1926 - Los Angeles, † 1997)
- Richard Jenkins, attore statunitense (DeKalb, n. 1947)
- Richard Johnson, attore, sceneggiatore e produttore cinematografico britannico (Londra, n. 1927 - Londra, † 2015)
- Richard T. Jones, attore statunitense (Kōbe, n. 1972)
- Dickie Jones, attore e doppiatore statunitense (Snyder, n. 1927 - Los Angeles, † 2014)
- Richard Jordan, attore statunitense (New York, n. 1937 - Los Angeles, † 1993)

## K(7)
- Richard Karn, attore statunitense (Seattle, n. 1956)
- Bruno Kastner, attore tedesco (Forst, n. 1890 - Bad Kreuznach, † 1932)
- Richard Keith, attore e batterista statunitense (Lafayette, n. 1950)
- Richard Kiel, attore statunitense (Detroit, n. 1939 - Fresno, † 2014)
- Richard Kiley, attore statunitense (Chicago, n. 1922 - Warwick, † 1999)
- Richard Kind, attore statunitense (Trenton, n. 1956)
- Richard Kline, attore e regista statunitense (New York, n. 1944)

## L(13)
- Dick Latessa, attore statunitense (Cleveland, n. 1929 - New York, † 2016)
- Richard Lawson, attore statunitense (Loma Linda, n. 1947)
- Richard LeParmentier, attore statunitense (Pittsburgh, n. 1946 - Austin, † 2013)
- Richard Lett, attore e comico canadese (Camrose, n. 1960)
- Richard Lewis, attore e comico statunitense (New York, n. 1947 - Los Angeles, † 2024)
- Richard Libertini, attore statunitense (Cambridge, n. 1933 - Los Angeles, † 2016)
- Richard Liberty, attore statunitense (New York, n. 1932 - Dania, † 2000)
- Richard Lineback, attore statunitense (Francoforte sul Meno, n. 1952)
- Richard Long, attore statunitense (Chicago, n. 1927 - Los Angeles, † 1974)
- Richard Loo, attore statunitense (Maui, n. 1903 - Los Angeles, † 1983)
- Richard K. Lublin, attore, filantropo e giudice statunitense (Hartford, n. 1939)
- Richard Lund, attore svedese (Göteborg, n. 1885 - Mölndal, † 1960)
- Richard Lynch, attore statunitense (Brooklyn, n. 1940 - Yucca Valley, † 2012)

## M(12)
- Richard Madden, attore scozzese (Elderslie, n. 1986)
- Richard Mansfield, attore statunitense (Berlino, n. 1857 - New London, † 1907)
- Cheech Marin, attore, comico e cabarettista statunitense (Los Angeles, n. 1946)
- Richard Masur, attore statunitense (New York, n. 1948)
- Richard Mathews, attore britannico (Romford, n. 1914 - Taunton, † 1992)
- Rik Mayall, attore, comico e scrittore britannico (Harlow, n. 1958 - Londra, † 2014)
- Richard McCabe, attore britannico (Glasgow, n. 1960)
- Richard McGonagle, attore e doppiatore statunitense (Boston, n. 1946)
- Richard McNamara, attore, doppiatore e direttore del doppiaggio statunitense (Lynchburg, n. 1915 - Roma, † 1998)
- Dick Miller, attore statunitense (New York, n. 1928 - Los Angeles, † 2019)
- Richard Mulligan, attore statunitense (New York, n. 1932 - Los Angeles, † 2000)
- Richard Münch, attore tedesco (Gießen, n. 1916 - Malaga, † 1987)

## N(4)
- Richard Narita, attore statunitense (Los Angeles, n. 1951)
- Richard Neill, attore statunitense (Filadelfia, n. 1875 - Woodland Hills, † 1970)
- Richard Ney, attore statunitense (New York, n. 1915 - Pasadena, † 2004)
- Richard Norton, attore, artista marziale e stuntman australiano (Sydney, n. 1950 - Melbourne, † 2025)

## O(3)
- Richard O'Sullivan, attore britannico (Londra, n. 1944)
- Rick Overton, attore statunitense (Forest Hills, n. 1954)
- Lloyd Owen, attore britannico (Londra, n. 1966)

## P(4)
- Richard Paul, attore statunitense (Los Angeles, n. 1940 - Los Angeles, † 1998)
- Richard Portnow, attore statunitense (Brooklyn, n. 1947)
- Dick Powell, attore, regista e cantante statunitense (Mountain View, n. 1904 - Los Angeles, † 1963)
- Richard Todd, attore irlandese (Dublino, n. 1919 - Grantham, † 2009)

## Q(1)
- Richard Quine, attore, regista e paroliere statunitense (Detroit, n. 1920 - Los Angeles, † 1989)

## R(10)
- Richard Rankin, attore scozzese (Glasgow, n. 1983)
- Richard Reeves, attore statunitense (New York, n. 1912 - Northridge, † 1967)
- Dick Smothers, attore, comico e compositore statunitense (New York, n. 1939)
- Richard Ridings, attore britannico (Henley-on-Thames, n. 1958)
- Richard Riehle, attore statunitense (Menomonee Falls, n. 1948)
- Richard Rober, attore statunitense (Rochester, n. 1910 - Santa Monica, † 1952)
- Matt Roe, attore statunitense (New York City, n. 1952 - Los Angeles, † 2003)
- Richard Romanus, attore e scrittore statunitense (Barre, n. 1943 - Volo, † 2023)
- Richard Roundtree, attore statunitense (New Rochelle, n. 1942 - Los Angeles, † 2023)
- Richard Roxburgh, attore australiano (Albury, n. 1962)

## S(9)
- Richard O'Brien, attore, sceneggiatore e compositore britannico (Cheltenham, n. 1942)
- Richard Sammel, attore tedesco (Heidelberg, n. 1960)
- Richard Schiff, attore statunitense (Bethesda, n. 1955)
- Peter Sellers, attore, sceneggiatore e regista britannico (Portsmouth, n. 1925 - Londra, † 1980)
- Richard X. Slattery, attore statunitense (New York, n. 1925 - Los Angeles, † 1977)
- Richard Speight Jr., attore statunitense (Nashville, n. 1969)
- Richard Stahl, attore statunitense (Detroit, n. 1932 - Woodland Hills, † 2006)
- Richard Stanton, attore e regista statunitense (Iowa, n. 1876 - Los Angeles, † 1956)
- Richard Steinmetz, attore statunitense (Chicago, n. 1959)

## T(5)
- Richard Thomas, attore statunitense (New York, n. 1951)
- Richard Travers, attore canadese (Hudson Bay Trading Post, n. 1885 - Los Angeles, † 1935)
- Richard Tucker, attore statunitense (New York, n. 1884 - Woodland Hills, † 1942)
- Richard Turner, attore statunitense
- Richard Tyson, attore e blogger statunitense (Mobile, n. 1961)

## V(4)
- Dick Van Dyke, attore, comico e showman statunitense (West Plains, n. 1925)
- Dick Van Patten, attore statunitense (Kew Gardens, n. 1928 - Santa Monica, † 2015)
- Richard Venture, attore statunitense (New York, n. 1923 - Chester, † 2017)
- Richard Vernon, attore britannico (Naivasha, n. 1925 - Richmond upon Thames, † 1997)

## W(14)
- Richard Waldemar, attore austriaco (n. 1870 - Vienna, † 1947)
- Richard Waring, attore britannico (Chalfont St Peter, n. 1911 - New York, † 1993)
- Richard Warwick, attore britannico (Meopham, n. 1945 - Londra, † 1997)
- Richard Wattis, attore britannico (Wednesbury, n. 1912 - Londra, † 1975)
- Richard Waugh, attore e doppiatore canadese (London, n. 1961)
- Richard Wharton, attore statunitense (Chicago, n. 1954)
- Richard White, attore, tenore e doppiatore statunitense (Oak Ridge, n. 1953)
- Ricky Whittle, attore britannico (Oldham, n. 1981)
- Richard Widmark, attore statunitense (Sunrise Township, n. 1914 - Roxbury, † 2008)
- Treat Williams, attore e cantante statunitense (Stamford, n. 1951 - Albany, † 2023)
- Dick Anthony Williams, attore statunitense (Chicago, n. 1938 - Los Angeles, † 2012)
- Richard Wordsworth, attore inglese (Halesowen, n. 1915 - Kendal, † 1993)
- Rick Worthy, attore statunitense (Detroit, Michigan, n. 1967)
- Richard Wright-Firth, attore britannico

## Y(2)
- Dick York, attore statunitense (Fort Wayne, n. 1928 - Grand Rapids, † 1992)
- Richard Young, attore, regista e fotografo statunitense (Kissimmee, n. 1955)

## Z(1)
- Rick Zumwalt, attore statunitense (Saint Louis, n. 1951 - Desert Hot Springs, † 2003)